# Lionel Royer
Lionel Noel Royer (Château-du-Loir, 25 dicembre 1852 – Neuilly-sur-Seine, 30 giugno 1926) è stato un pittore francese.

## Biografia
Lionel nacque a Château-du-Loir nel dipartimento di Sarthe nel 1852 da Etienne Célestine Royer e Victorine Bouchevereau. Partì volontario per la guerra franco-prussiana a meno di 18 anni, nel 2 dicembre del 1870 prese parte alla battaglia di Loigny con il generale Athanase de Charrette de la Contrie. Contrie, essendosi accorto che Royer disegnava bene, si offrì di finanziargli gli studi all'École nationale des beaux-arts di Parigi.
Royer divenne il pupillo di Alexandre Cabanel e di William-Adolphe Bouguereau. Vinse il Prix de Rome nel 1882. Divenne un ritrattista specializzato nella pittura storica, i suoi dipinti più famosi sono Vercingetorige che getta le armi ai piedi di Cesare del 1899 e la decorazione della basilica di Domrémy-la-Pucelle dedicata a Giovanna d'Arco.

Vercingetorige getta le armi ai piedi di Cesare (1899)

Fu illustratore di supplemento di un giornale dell'epoca, in particolare si ricordano Alfred Dreyfus nella sua prigione e Auguste Comte e le sue tre muse. In ricordo alla partecipazione alla battaglia di Loigny regalò due tele per la ricostruzione della chiesa del suo villaggio, una raffigurante il raduno dei volontari prima di partire per la battaglia, l'altra la notte angosciosa del Generale Sonis sul campo di battaglia.
Nel 1897 donò alla Historical and Archaeological Company of Maine (di cui fu membro, al pari di Albert Maignan) dieci bozzetti ad acquerello rappresentanti la vita di Giovanna d'Arco, uno dei quali era stato sviluppato e presentato per il concorso per le vetrate della cattedrale di Orléans nel 1893, durante il bozzetto era stato scartato.
Lionel Royer riprese il tema di Giovanna d'Arco (assistito dal mastro vetraio Charles Lorin di Chartres) per la basilica di Domrémy. Nella vetrata della deposizione della spada di Fierbois per un angelo la faccia di Jean Poton de Xaintrailles ricalca le fattezze dell'architetto della basilica stessa Paul Sédille.
Ebbe tre figlie femmine e un maschio; morì a Neuilly-sur-Seine nel 1926.